# Maison de la culture Maisonneuve

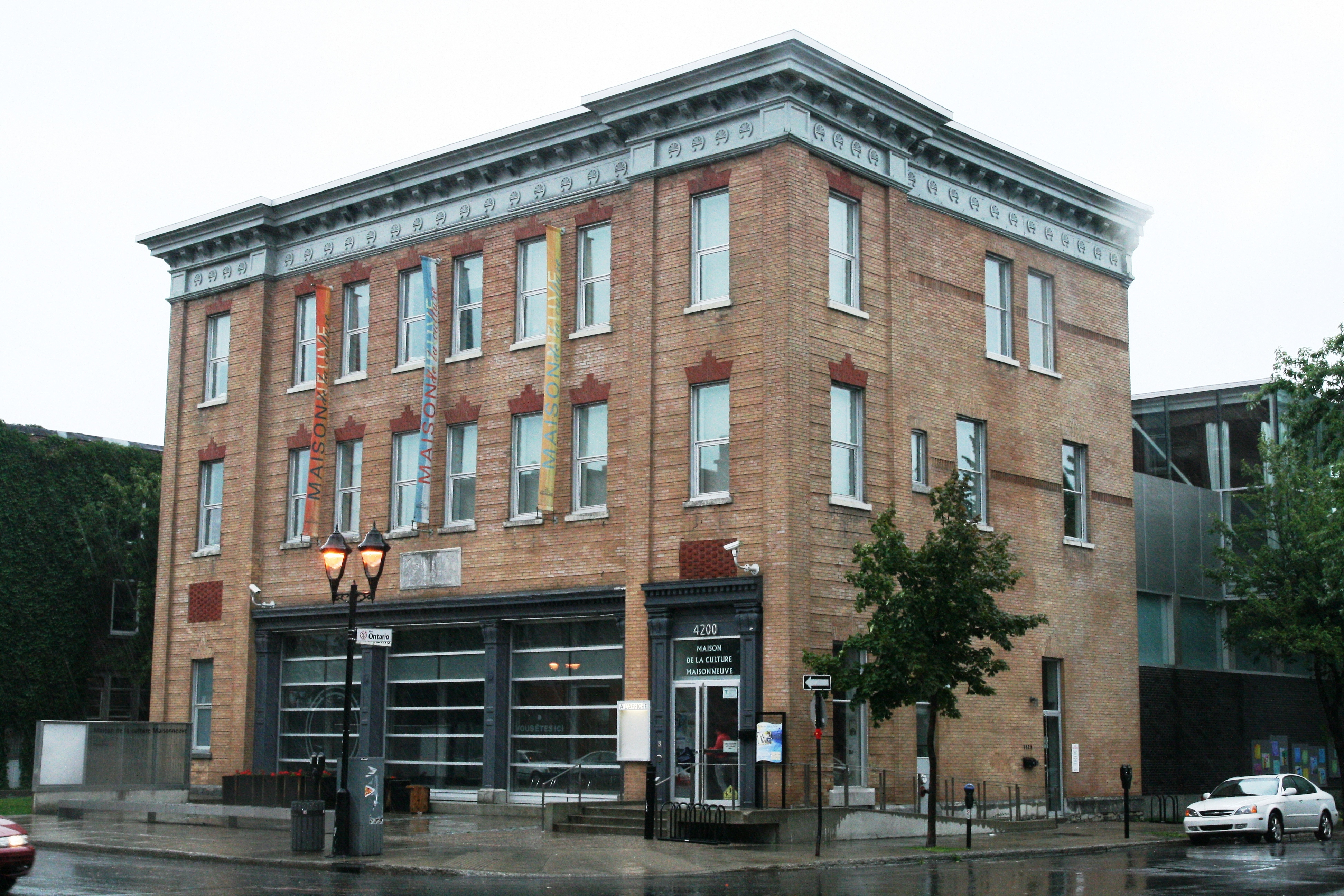
Bâtiment actuel de la Maison de la Culture Maisonneuve.

La Maison de la culture Maisonneuve est l'une des maisons de la culture de Montréal. Service géré par la Ville de Montréal, elle a pour principale mission d’assurer la diffusion à la population d’événements culturels gratuits, ou à coûts minimes.
La maison de la culture Maisonneuve a été inaugurée le 27 octobre 1981 par le maire Jean Drapeau. C'était la première maison de la culture à Montréal. Elle logeait à la bibliothèque Maisonneuve dans l’ancien édifice de l’Hôtel de Ville de la Cité de Maisonneuve (situé à l'angle de la rue Ontario et du boulevard Pie-IX). Le 30 septembre 2005, la Maison de la culture Maisonneuve a déménagé à son emplacement actuel, la caserne de pompier numéro 2 de l'ancienne ville de Maisonneuve. Sa localisation actuelle est le 4200, rue Ontario Est. Elle fait partie de l'arrondissement Mercier–Hochelaga-Maisonneuve.

## Installations
La Maison de la culture Maisonneuve comprend une salle multifonctionnelle de 250 places, des salles d'exposition, un studio polyvalent et des bureaux. Une œuvre de l'artiste Eduardo Aquino célébrant la vie, la culture et la transformation du quartier est érigée devant l’édifice

## L'édifice
L'édifice fut dessiné par l'architecte Charles Reeves en 1906 pour devenir la caserne de pompiers no 2 de la ville de Maisonneuve. La caserne prit le numéro 45 lors de l'annexion de la ville de Maisonneuve à la Ville de Montréal en 1918. Elle fut en opération jusqu'en 1994, au moment où les pompiers déménagèrent dans leur nouvelle caserne, rue Hochelaga au coin de la rue Vimont. Ce fut aussi le lieu de tournage, en 1998 de la série télévisée Caserne 24 diffusée à la Télévision de Radio-Canada.
De type industriel, très utilitaire, l'architecture répond parfaitement au besoin d'une caserne de pompier. Avec ses grandes portes, pour les carrioles à chevaux, toujours aussi adéquat plus tard pour les camions de pompier, sa façade en brique, sans grandes ornementations, et sa corniche, l'édifice est construit également en hauteur (trois étages) pour permettre une veille sur la ville. Aujourd'hui, on peut voir une annexe attachée à l'arrière du bâtiment, effectuée en 2005-2006 et dessinée par les architectes Faucher Aubertin Brodeur Gauthier dont ils ont reçu un prix d'excellence en 2007 pour la qualité du projet de recyclage de reconversion architecturale par l'Ordre des architectes du Québec.